# Jansatta
Jansatta est un quotidien hindi majeur appartenant au groupe The Indian Express, dont la publication a débuté en 1983. Le journal est publié à Delhi et Calcutta. Il a une base importante de lecteurs dans la ceinture parlant le hindi- dans le nord et l'est de l'Inde. Le journaliste indien réputé Prabhash Joshi est l'éditeur fondateur de Jansatta et actuellement son conseiller éditorial. Jansatta est un des rares quotidiens hindis qui est connu pour sa perspective nationale. Cependant, le journal n’est disponible que dans sa version imprimée et donc hors de portée des États de l’Inde ne parlant pas hindi et en dehors de l'Inde.
En hindi, 'jan' signifie peuple et 'satta' gouvernement. Aussi, la signification approximative de 'Jansatta' est "Mandat du peuple". Le journal est connu pour son journalisme sincère et courageux. 
Le quatre pages de la revue spécial du dimanche de Jansatta est appelé 'Ravivari Jansatta'. Le journal publie aussi un journal annuel au moment du Diwali ou du Nouvel An qui est consacré à la littérature indienne, les questions culturelles et écologiques, et des rétrospectives sur les événements importants de l'année. 
Mr Om Thanvi est actuellement le directeur de rédaction du Jansatta.